# 三脉香青
三脉香青（学名：Anaphalis triplinervis）为菊科香青属的植物。分布于克什米尔区以及中国大陆的西藏等地，生长于海拔2,700米至3,200米的地区，多生长于林缘，目前尚未由人工引种栽培。